# كارل ويلهلم هاين
كارل ويلهلم هاين (بالألمانية: Carl Wilhelm von Heine)‏ هو أستاذ جامعي وجراح وطبيب ألماني، ولد في 26 أبريل 1838 في شتوتغارت في ألمانيا، وتوفي في 9 سبتمبر 1877 في Bad Cannstatt ‏ في ألمانيا.